# Turpismus
Turpismus (von lateinisch turpis ‚hässlich‘) ist ein literarisches Verfahren, das darin besteht, Elemente des Hässlichen in ein Werk einzuführen, um einen ästhetischen Schock zu bewirken. Diese Tendenz zeigt sich in Polen als gleichnamige poetische Strömung in der zweiten Hälfte des 20. Jahrhunderts, die durch Antiästhetizismus und einen spezifischen Kult des Hässlichen gekennzeichnet ist.

## Begriff
Das Thematisieren des Hässlichen in der Literatur stellt keine Besonderheit dar und entsprechende Beschreibungen lassen sich in allen Epochen finden. Zu nennen sind unter anderem der Naturalismus, dessen eigener Anspruch auf möglichst genaue Beobachtungen zur Beachtung des Hässlichen verpflichtet, und der Expressionismus, dessen Anhänger vor allem eine Schockwirkung beabsichtigten. So lässt sich die Funktion des Turpismus allgemein wie folgt umschreiben:
„Die Antiästhetik ist in Kunst und Politik oftmals ein Stilmittel der Provokation, um etablierte gesellschaftliche oder politische Strukturen aufzubrechen, verdrängte Wahrheiten aufzudecken und neue Räume für Empfindungen und Gedanken zu eröffnen.“

## Der Turpismus in Polen
In Polen formierte sich der Turpismus als literarische Strömung in den 1950er Jahren, ausgehend von Stanisław Grochowiak und Ireneusz Iredyński. Es folgten unter anderen Ernest Bryll, Andrzej Bursa und Rafał Wojaczek, die diesen aufgegriffen und auf unterschiedliche Weise weiterentwickelt haben. Die Vertreter des Turpismus nahmen in ihren Werken die Motive des Hässlichen, der Behinderung, der Krankheit und des Todes auf, beschrieben Gegenstände, Landschaften und ekelerregende Phänomene, was dem dargestellten Weltbild Glaubwürdigkeit verleihen und zur Bejahung der Realität mit all ihren Aspekten beitragen sollte.
Die Bemühungen dieser Bewegung sind an eine Generation von Schriftstellern gebunden gewesen und ihr gemeinsames Vorgehen kann als Protest aufgefasst werden.

## Weblink
- Nurty literackie: Turpizm - definicja, przykłady. In: poezja.org. Polski Portal Literacki (polnisch).